# Piskî, Jîtomîr
Piskî (în ucraineană Піски) este localitatea de reședință a comunei Piskî din raionul Jîtomîr, regiunea Jîtomîr, Ucraina.

## Demografie
Componența lingvistică a localității Piskî
     Ucraineană (95,37%)
     Rusă (3,61%)
     Alte limbi (0,68%)
Conform recensământului din 2001, majoritatea populației localității Piskî era vorbitoare de ucraineană (95,37%), existând în minoritate și vorbitori de rusă (3,61%).